# گرگ جانسون
گرگ جانسون (انگلیسی: Greg Johnson; ۱۶ مارس ۱۹۷۱ – ۷ ژوئیهٔ ۲۰۱۹) بازیکن هاکی روی یخ اهل کانادا بود.
از فیلم‌ها یا برنامه‌های تلویزیونی که وی در آن نقش داشته‌است می‌توان به لولو روی پل اشاره کرد.